# Распятие Галлино
«Распятие Галлино» (итал. Crocifisso Gallino; также — «Христос, открытый заново» (итал. Cristo Ritrovato)) — небольшая деревянная скульптура, изображающая распятого Иисуса, созданная около 1495−1497 гг. Название распятия происходит от фамилии её последнего владельца — Джанкарло Галлино (итал. Giancarlo Gallino), туринского антиквара, который продал скульптуру Министерству культурного наследия и культурной деятельности Италии в 2008 году за 4,2 млн долл. США. Автором распятия считается Микеланджело, хотя это утверждение сомнительно. Среди других возможных авторов называют Андреа Сансовино[а] и Леонардо дель Тассо[б].
Известны также другие распятия, автором которых считают Микеланджело — «Распятие церкви Санто-Спирито» и «Распятие Монсеррат».

## Описание

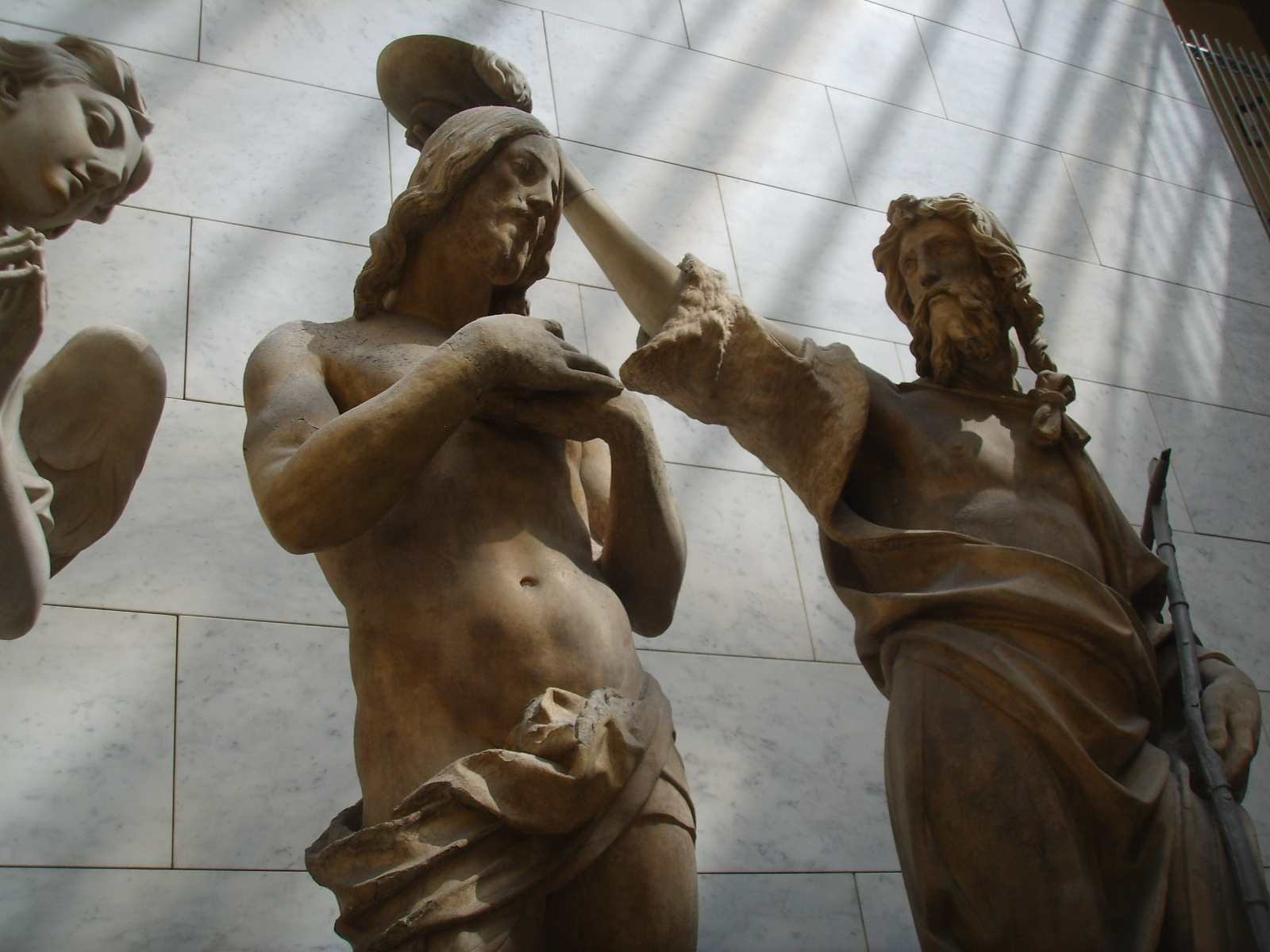
Андреа Сансовино. «Крещение Иисуса»

Распятие сделано из липы. Его небольшой размер свидетельствует о том, что эта работа была предназначена для небольших помещений, для личного пользования, а не для церкви. Крест у скульптуры отсутствует.

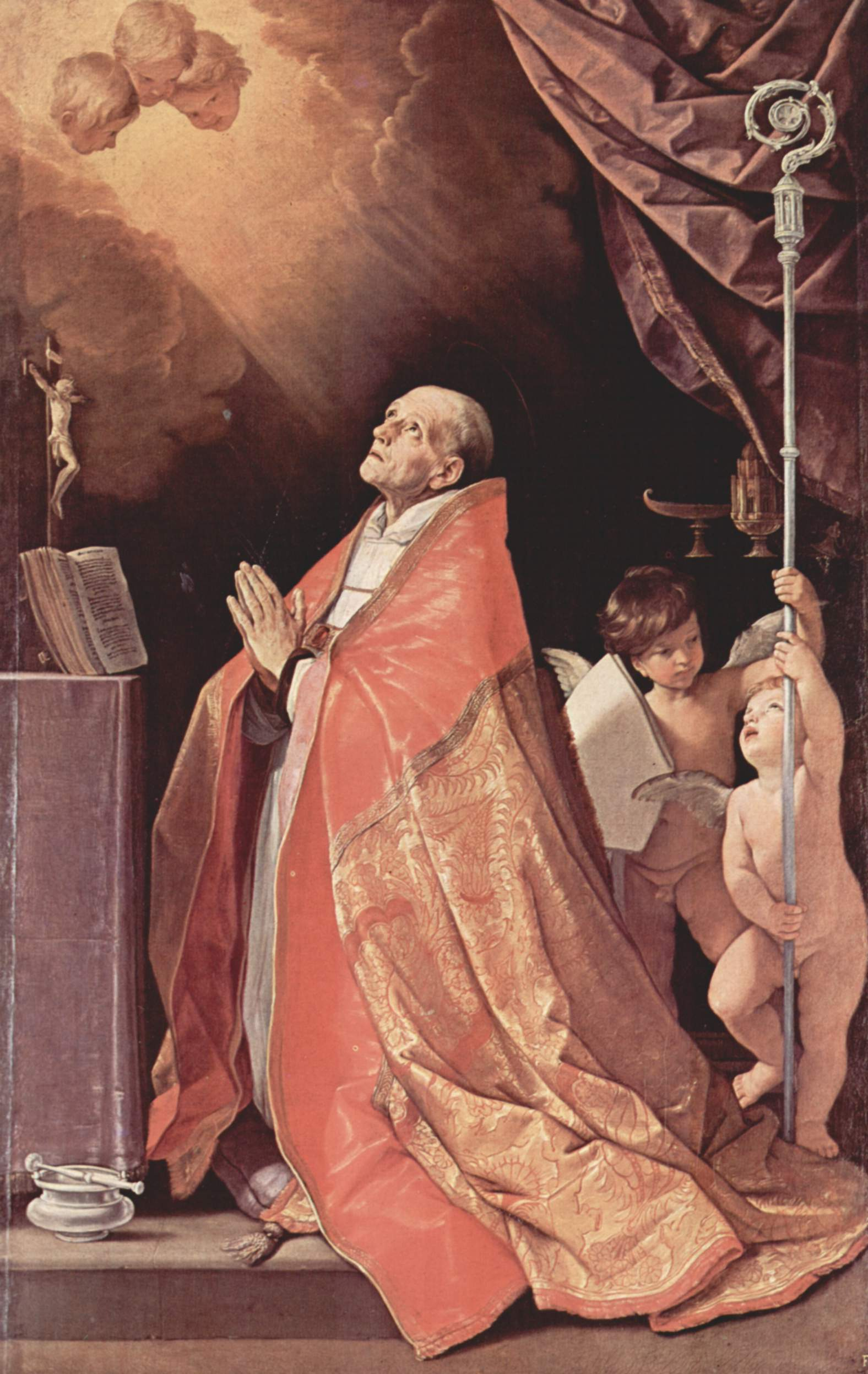
Гвидо Рени. «Святой Андрей Корсини» (перед распятием Микеланджело?)

Христос изображен обнажённым. Он молод и строен. Голова его сильно склонена на правое плечо. Тёмные волосы до плеч. Ноги скрещены, а обе ступни пробиты одним гвоздём, что характерно для католической традиции.
Это произведение сравнивают с «распятием церкви Санто-Спирито», также очень точно передающим анатомию человека, которую Микеланджело усиленно изучал, рассекая мёртвые тела в госпитале при церкви. Определённая схожесть усматривается и в Христе из композиции «Ватиканской Пьеты». У скульптуры хорошо видны сухожилия стопы и колени. Группа исследователей, которая оценивала произведение, сделала вывод, что это распятие «… досконально изображает тридцатилетнее тело мужчины, который умер менее 48 часов назад».

## Вопрос авторства

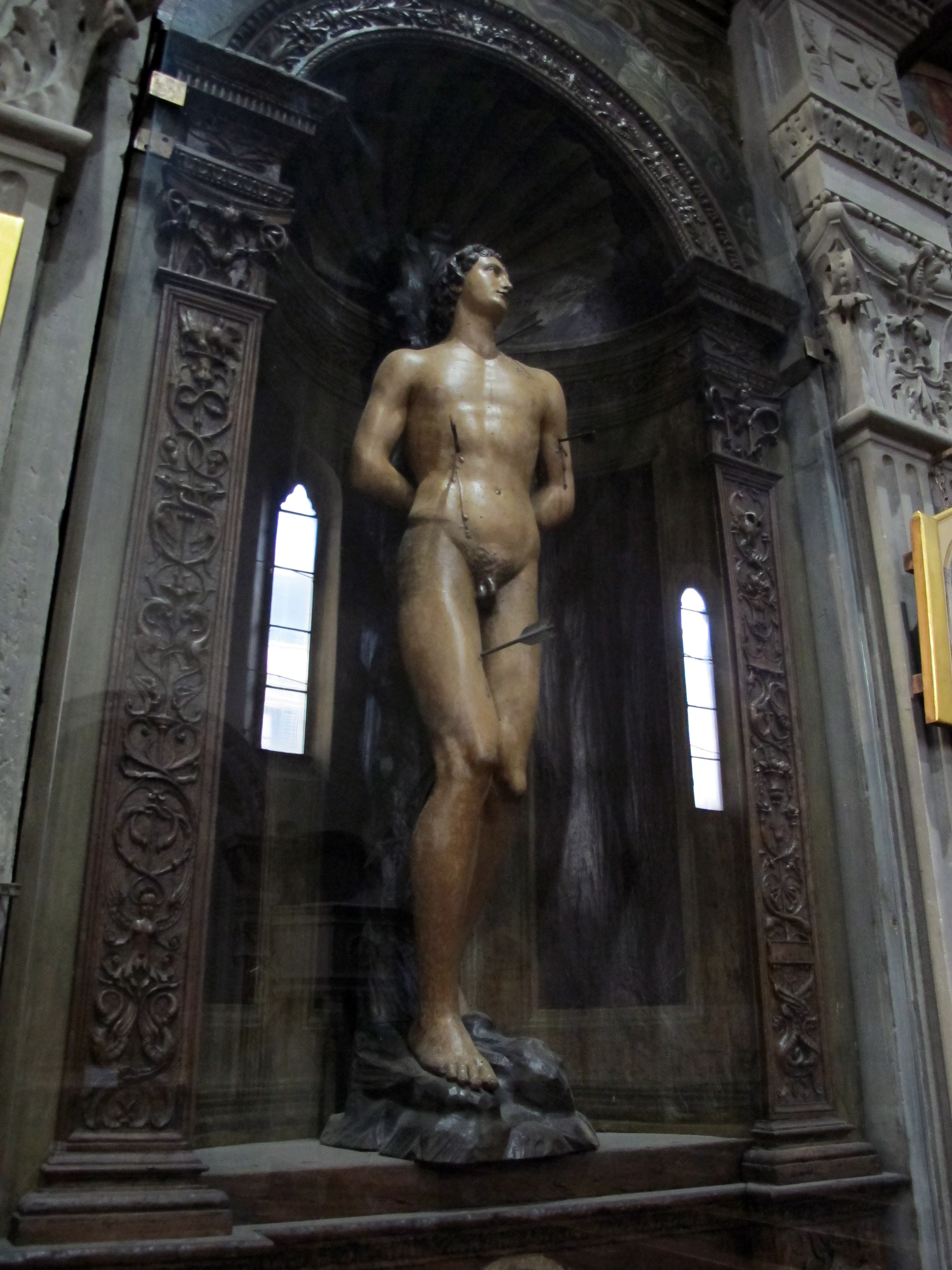
Леонардо дель Тассо. «Святой Себастьян»

Авторство Микеланджело сомнительно, учитывая отсутствие упоминаний о таком произведении двух его современников-биографов Джорджо Вазари и Асканио Кондиви[в]. В XV веке производство подобных распятий во Флоренции было довольно распространённым, поэтому установить авторство очень сложно, если вообще возможно. Сторонники же авторства Микеланджело, в частности искусствовед Джанкарло Джентилини (итал. Giancarlo Gentilini), считают, что молодой скульптор[г] мог выполнять и небольшие заказы, чтобы заработать себе на жизнь, а изготовление распятия вполне соответствовало эпохе Савонаролы.
В первый раз распятие экспонировалось в 2004 году, во флорентийском музее Орне, где его благосклонно оценили Джанкарло Джентилини, Антонио Паолуччи (итал. Antonio Paolucci), Кристина Ачидини (итал. Cristina Acidini), Умберто Бальдини (итал. Umberto Baldini), Лучиано Беллози (итал. Luciano Bellosi) и Массимо Феретти (итал. Massimo Ferretti). С их выводом также согласился искусствовед Карло Артуро Квинтавалле (итал. Carlo Arturo Quintavalle), а также и расчётливый и умеренный критик Витторио Згарби.
В 2006 произведение хотел приобрести флорентийский банк «Banca CR Firenze SpA», обладающий значительной коллекцией произведений искусства. Начальная цена распятия составила около 15 миллионов евро, которую, однако, владелец снизил до трёх, что заставило банк повременить с покупкой.
5 июля 2007 Джулиано Галлино предложил продать скульптуру министерству, которое тогда возглавлял Франческо Рутелли (итал. Francesco Rutelli), за восемнадцать миллионов евро.
Переговоры закончились в 2008 году, когда министром стал Сандро Бонди (итал. Sandro Bondi). 13 ноября 2008 итальянское государство приобрело распятие. Оно было представлено в посольстве Италии в Ватикане в присутствии Папы Бенедикта XVI и директора музеев Ватикана, а затем в Палате депутатов, а также в Кастелло Сфорцеско в Милане. Распятие планировали поместить в Барджелло или в музее Бардини.
По последним данным, распятие не принадлежало Микеланджело, и его стоимость сейчас можно оценить в 927 850 $.

### Распятие Корсини
21 декабря 2008, во время появления в студии RAI (Radiotelevisione Italiana), Роберто Чекки (итал. Roberto Cecchi), архитектор и заместитель министра в то время, намекнул о том, что это распятие может быть наследием старинной семьи Корсини. Среди представителей этого рода были святой Андрей Корсини (Святой Андрес Корсини) и Папа Римский Климент XII. Считается, что именно это распятие изображено на картине Гвидо Рени.